# Cuba en los Juegos Olímpicos de Londres 2012
Cuba estuvo representada en los Juegos Olímpicos de Londres 2012 por un total de 109 deportistas, 65 hombres y 44 mujeres, que compitieron en 14 deportes.
El portador de la bandera en la ceremonia de apertura fue el luchador Mijaín López.

## Medallistas
El equipo olímpico cubano obtuvo las siguientes medallas:
| Nombre            | Deporte            | Competición                    |
| ----------------- | ------------------ | ------------------------------ |
| Oro               |                    |                                |
| Robeisy Ramírez   | Boxeo              | 52 kg M                        |
| Roniel Iglesias   | Boxeo              | 64 kg M                        |
| Mijaín López      | Lucha grecorromana | 120 kg M                       |
| Leuris Pupo       | Tiro               | Pistola rápida de fuego 25 m M |
| Idalys Ortiz      | Judo               | +78 kg F                       |
| Plata             |                    |                                |
| Yarisley Silva    | Atletismo          | Salto con pértiga F            |
| Yanet Bermoy      | Judo               | Yanet Bermoy Acosta F          |
| Asley González    | Judo               | –90 kg M                       |
| Bronce            |                    |                                |
| Yarelys Barrios   | Atletismo          | Disco F                        |
| Leonel Suárez     | Atletismo          | Decatlón M                     |
| Lázaro Álvarez    | Boxeo              | 56 kg M                        |
| Yasniel Toledo    | Boxeo              | 60 kg M                        |
| Iván Cambar       | Halterofilia       | 77 kg M                        |
| Liván López       | Lucha libre        | 66 kg M                        |
| Robelis Despaigne | Taekwondo          | +80 kg M                       |